# Арап (Ошская область)
Арап (кирг. Арап) — село в Араванском районе Ошской области Кыргызстана. Входит в состав Тепе-Коргонского айылного аймака.

## География
Село расположено в западной части области, на расстоянии приблизительно 9 километров (по прямой) к северо-западу от села Араван, административного центра района. Абсолютная высота — 580 метров над уровнем моря.

## Население
Согласно оценочным данным Национального статистического комитета Кыргызской Республики, численность населения села на начало 2023 года составляла 2486 человек.
| год     | 2009 | 2014 | 2015 | 2020 | 2021 | 2023 |
| ------- | ---- | ---- | ---- | ---- | ---- | ---- |
| человек | 1988 | 2228 | 2290 | 2467 | 2434 | 2486 |